# Пинта (единица за обем)
Вижте пояснителната страница за други значения на пинта.
Пѝнта (англ. pint) е единица за обем в имперската система единици. Използва се основно в САЩ, Великобритания и Ирландия. Важно е да се знае, че големините на американската и английската пинти не са еднакви:
- 1 английска пинта = 0,56826125 l;
- 1 американска течна пинта ≈ 0,47 l;
- 1 американска суха пинта ≈ 0,55 l;
- 1 китайска пинта ≈ 0,64 l.

Понастоящем, в резултат на внедряването на метричната система единици пинтата се използва във Великобритания само като мярка за обем на бира или сайдер при продажба на дребно, а също, в по-малка степен, като мярка за обем на мляко.
В Ирландия пинтата се използва само при продажба на дребно на бира и сайдер в барове и клубове, но при продажба в други случаи или на други течности официално се използва метричната система. Във всекидневния живот пинтата все пак се използва неофициално.

## История
Пинтата е производна величина от галона – една осма част от него. Галонът по начало се е определял като обема на 8 фунта пшеница. По-късно в практиката са въведени други негови разновидности за други продукти и, съответно, се появили и нови варианти на пинтата.
Америка приела като основна мярка за обем на течности британския винен галон, определен през 1707 г. като 231 кубични инча. Оттук произлиза американската течна пинта. Като мярка за обем на насипни продукти пък е бил приет британският царевичен галон (268,8 кубични инча). Оттук произлязла американската суха пинта.
През 1824 г. британският парламент заменя всички варианти на галона с един имперски галон, определен като 10 фунта дестилирана вода при температура 62 °F (277,42 кубични инча). Така е определена днешната британска пинта.